# Apanteles cytherea
Apanteles cytherea är en stekelart som beskrevs av Nixon 1972. Apanteles cytherea ingår i släktet Apanteles och familjen bracksteklar. Inga underarter finns listade i Catalogue of Life.